# Gagea juliae
Gagea juliae är en liljeväxtart som beskrevs av Adolf Adolph A. Pascher. Gagea juliae ingår i Vårlökssläktet och i familjen liljeväxter. Inga underarter finns listade.